# Nachal Jisachar
Nachal Jisachar (hebrejsky נחל יששכר‎) je vádí v Izraeli, které protéká planinou Ramot Jisachar.
Začíná v kopcovité krajině nedaleko východního okraje masivu Giv'at ha-More, poblíž vesnice Tamra. Teče pak k jihovýchodu plochou a řídce zalidněnou krajinou regionu Ramot Jisachar, přičemž odděluje dvě její podčásti: Ramat Kochav na severní straně a Ramat Cva'im na straně jižní. Míjí z východu obec Tajbe a Moledet a pokračuje dál k jihovýchodu. V posledním úseku prudce klesá do příkopové propadliny podél řeky Jordán, do níž ústí jižně od vesnice Bejt Josef.